# 南萨哈林斯克站
南萨哈林斯克站（羅馬化：Stantsiya Yuzhno-Sakhalinsk-Passazhirskiy）是远东铁路局萨哈林地区历史最悠久和最主要的火车站之一，以其所在的城市命名。车站成立于1906年，初名弗拉基米罗夫站，日治時期改稱丰原站，1945年后改为现名。

## 歷史

### 日治时期

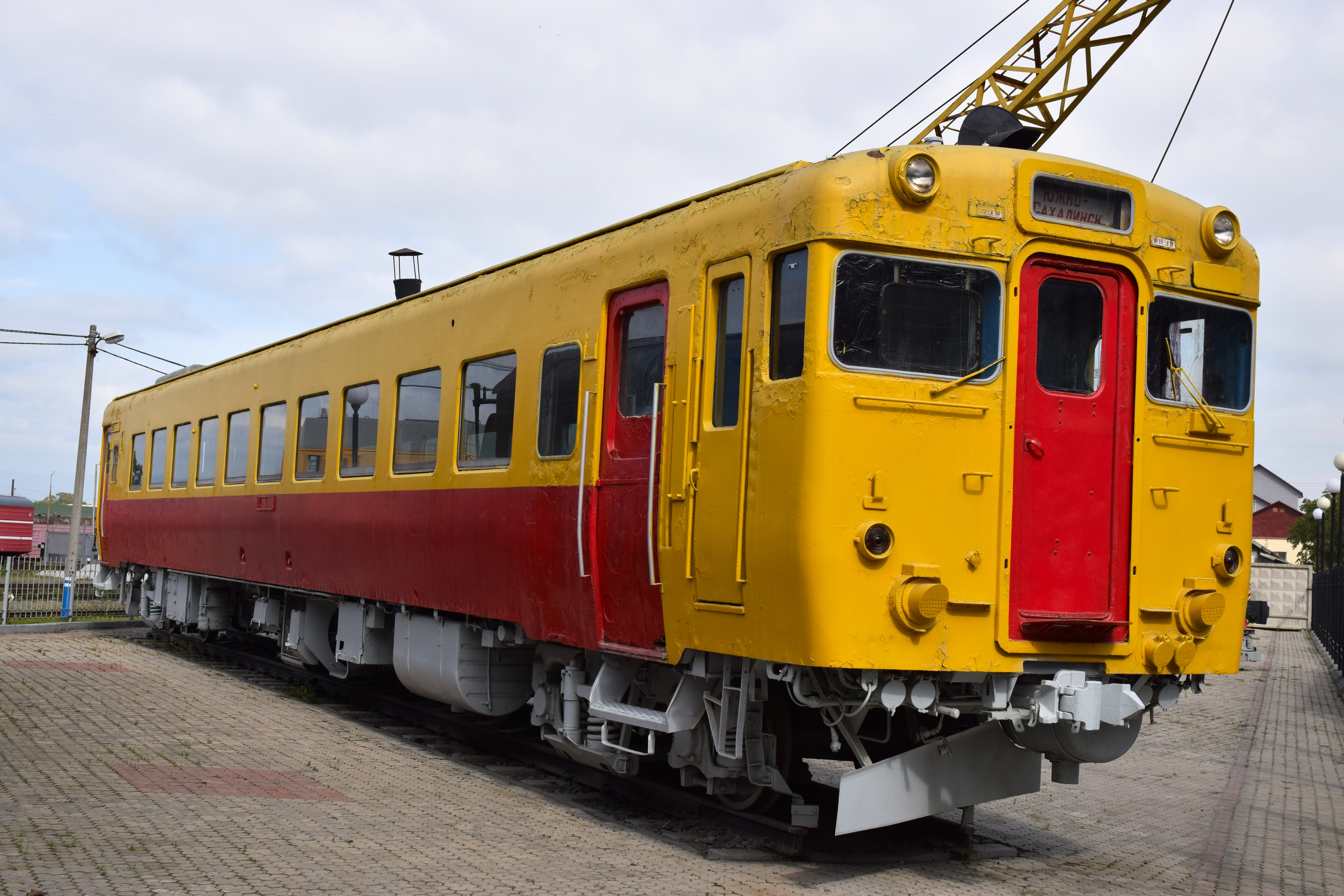
萨哈林铁路使用的日本国铁KiHa58系柴联车于车站展览

1906年日本政府為軍需輸送之目的使用600mm軌道間距之大泊站～本站之間的軍用輕便鐵道开通（43.3km），临时站投入使用，当时本站名称为弗拉基米罗夫卡（日语： Urajimirofuka）。1907年3月15日樺太廳成立，移管軍用鐵道至樺太廳鐵道。1908年4月1日起本站改名为豐原站（日语：／ Toyohara eki */?）。
1910年本站线路改軌為1067mm軌道間距。经由本站的豐原站～榮濱站区间、川上線和豐真線分别于1911年、1914年、1928年開通。1941年4月1日樺太鐵道國有化後路線再編，本站屬於樺太東線之一站。
1945年本站在桦太东线每日上行有6班至大泊站（现科尔萨科夫）、1班至大泊港（现科尔萨科夫港）之運行班車，下行每日有4班至落合站（现多林斯克站）、2条至敷香站（波罗奈斯克站）、各1班至上敷香站（列奥尼多沃站）和知取站（现马卡洛夫站）之運行班車；川上線本站至川上炭山站（现西涅戈尔斯克站）之間一日4次往返運行班車；豐真線本站～真岡站（现霍尔姆斯克）之間一日3次往返運行班車。

### 苏联及后苏联时期

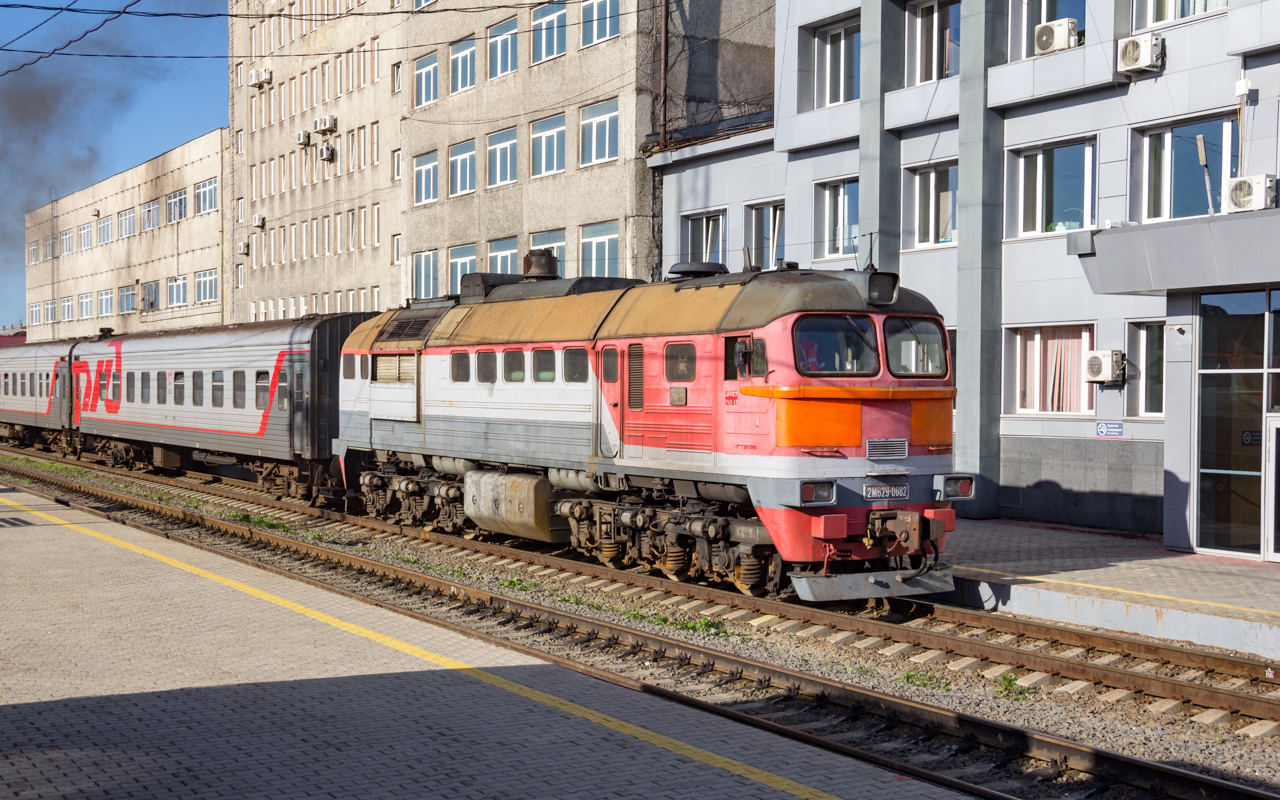
列车停靠车站

1945年8月22日 - 蘇聯紅軍侵攻南樺太，之後停戰協定成立。雖然已挂出紅十字旗，不過蘇聯紅軍仍攻擊豐原站。之後蘇聯紅軍進行佔領行動，包含車站全線均被蘇聯紅軍所接收，并于1946年4月1日編入蘇聯國鐵，俄語站名為「南薩哈林斯克站（Южно-Сахалинск）」
1994年本站叉出至霍尔姆斯克的支线（原丰真线）尼古莱奇克至新捷列温区间废线。
目前车站办理旅客乘降及客票发售业务，经停本站的客车可覆盖远东铁路局运营之萨哈林铁路的所有办理客运业务的线路；车站同时为周边仓库提供小规模货运业务，到发不多于30吨的集装箱。